# 弗林特霍尔姆站
弗林特霍尔姆站（丹麥語：Flintholm Station）是哥本哈根市郊铁路与哥本哈根地铁共构车站，位于丹麦首都大区腓特烈斯贝市镇，弗林特霍尔姆街区以北。1929年10月23日启用。现在的站房于2004年1月24日启用，之前曾多次改扩建。属于第2收费区。

## 车站结构
现在的站房共拥有6条股道、4个站台（两个侧式站台+两个岛式站台），分别位于高架层和地面层两层。其中，丹麦国家铁路（包括下属的哥本哈根市郊铁路）使用其中4条股道，为使用架空电缆的电气化铁路，分别位于地面层及高架层。哥本哈根地铁使用其中的两条股道，为使用750V第三轨供电的电气化铁路，位于高架层。
地面层拥有两个侧式站台、两条股道，供丹麦国家铁路使用，承载哥本哈根环线铁路，哥本哈根市郊铁路F线在地面层的两个侧式站台停靠。高架层拥有两个岛式站台，4条股道。高架层中的一个岛式站台、两条股道供丹麦国家铁路使用，承载腓特烈松铁路，哥本哈根市郊铁路C线、H线在这一站台停靠。高架层中的另外一个岛式站台、两条股道供哥本哈根地铁使用，哥本哈根地铁1号线、2号线使用这部分。
站台的雨棚为大跨度玻璃钢结构。车站附近还设有巴士转换站。车站站房的设计还曾获“欧洲钢结构设计奖”。

## 外部連結
- 哥本哈根地铁官网对本站的介绍（丹麦文）
- 丹麦国家铁路官网对本站的介绍 （页面存档备份，存于）（丹麦文）